# Archives diplomatiques
Les Archives diplomatiques sont le service d'archives du ministère français chargé des Affaires étrangères.

## Organisation
Le service est actuellement réparti sur deux sites.

### Centre de La Courneuve
Le bâtiment d'archives principal, inauguré en 2009 rue Émile-Zola à La Courneuve, en remplacement des anciens locaux au Quai d'Orsay, a été conçu par Henri Gaudin. Il abrite les fonds émanant des services de l'administration centrale depuis les origines du ministère, les archives de l'occupation française en Allemagne et en Autriche précédemment conservées à Colmar, ainsi que des archives personnelles de diplomates et d'hommes d’État.

### Centre de Nantes
Le Centre des archives diplomatiques de Nantes (CADN), ouvert en 1987, conserve les archives rapatriées des services extérieurs (ambassades, consulats, instituts et Centres culturels français à l’étranger, représentations françaises auprès des organisations et commissions internationales), les archives des protectorats au Maroc et en Tunisie et du mandat en Syrie et au Liban, ainsi que quelques séries d’archives de l’administration centrale.

## Missions
La direction des Archives du ministère de l’Europe et des Affaires étrangères, au sein de l’administration, organise la gestion de ses archives et procure aux diplomates les documents nécessaires à leur activité ; Elle assure, à destination du public, la communication des archives en vue de la recherche historique et administrative. Elle organise des d’expositions et de colloques et a une activité éditoriale.
La direction des archives gère aussi la bibliothèque du ministère de l'Europe et des Affaires étrangères. Elle conserve de nos jours près de 500 000 documents (dont d'importants fonds patrimoniaux depuis l'Ancien Régime ou des publications étrangères rares en France) qu'elle offre à la disposition des agents du ministère pour leurs besoins ainsi qu'à celle de tous les publics, particulièrement les chercheurs.

## Directeurs
| No | Identité                                      | Période              | Période           | Durée                       | Etiquette |
| No | Identité                                      | Début                | Fin               | Durée                       | Etiquette |
| -- | --------------------------------------------- | -------------------- | ----------------- | --------------------------- | --- |
| 1  | Jean-Yves de Saint-Prest                      | 1710                 | décembre 1719     | 9 ans                       | Garde du Dépôt des minutes des Affaires étrangères                                                                                               |
| 2  | Philippe-Céleste Dupuise                      | 1720                 | 24 avril 1741     | 21 ans                      | Garde des registres des Affaires étrangères au Dépôt du Vieux Louvre                                                                             |
|    | Nicolas-Louis Le Dran                         | 1720                 | 1725              |                             | Commis pour le Dépôt des Archives |
|    | Pierre Le Dran                                | 1727                 | 1730              |                             | Intermédiaire, frère du précédent |
| 3  | Nicolas-Louis Le Dran                         | avril 1730           | septembre 1740    | 10 ans et 5 mois            | Chef du Dépôt, Premier commis des Affaires étrangères                                                                                            |
| 4  | Jean Ignace de La Ville                       | 21 octobre 1740      | 7 décembre 1745   | 5 ans, 1 mois et 16 jours   | Chef du Dépôt, Premier commis des Affaires étrangères                                                                                            |
| 5  | François-Jean-Gabriel de La Porte du Theil    | 9 décembre 1745      | 23 juin 1747      | 1 an, 6 mois et 14 jours    | Chef du Dépôt, Premier commis des Affaires étrangères                                                                                            |
|    | Pierre Le Dran                                | juin 1746            | 23 mars 1749      |                             | Intermédiaire |
| 3  | Nicolas-Louis Le Dran                         | 24 mars 1749         | 30 juin 1762      | 13 ans, 3 mois et 7 jours   | Chef du Dépôt, Premier commis des Affaires étrangères                                                                                            |
| 6  | François-Michel Durand de Distroff            | 31 juillet 1762      | 26 juillet 1772   | 9 ans, 11 mois et 25 jours  | Chef du Dépôt, Premier commis du Dépôt des Affaires étrangères à Versailles                                                                      |
| 7  | Charles-Gérard Sémonin                        | 23 aout 1772         | 21 aout 1792      | 46 ans, 11 mois et 29 jours | Premier commis du Dépôt puis à partir de 1778, directeur en chef du Dépôt                                                                        |
| 8  | Nicolas Goeffroy                              | septembre 1792       | septembre 1795    | 3 ans                       | Chef du Dépôt des Relations extérieurs |
|    | Louis Huet-Poisson                            | septembre 1795       | février 1796      | 5 mois                      | Intermédiaire |
| 9  | Louis-Pierre-Pantaléon Resnier                | 16 fructidor an III  |                   |                             | |
| 10 | Antoine-Bernard Caillard décédé le 6 mai 1807 | 28 fructidor an VIII | Frimaire an VIII  |                             | |
| 11 | Alexandre de Lanautte, comte d'Hauterive      | juin 1807            | 28 juillet 1830   | 23 ans et 1 mois            | Directeur des Archives et des Chancelleries |
| 12 | François-Auguste Mignet                       | 11 aout 1830         | 24 février 1848   | 17 ans, 6 mois et 13 jours  | Directeur des Archives et des Chancelleries |
| 13 | Édouard Carteron                              | 30 mai 1848          | décembre 1849     | 6 mois et 23 jours          | 13e grade du Dépôt |
| 14 | Pierre Cintrat                                | 3 mars 1849          | 22 octobre 1866   | 17 ans, 7 mois et 19 jours  | Directeur des Archives et des Chancelleries |
| 15 | Prosper Faugère                               | 18 octobre 1866      | 23 janvier 1880   | 13 ans, 3 mois et 5 jours   | Directeur des Archives et des Chancelleries |
| 16 | Octave Guéroult                               | 23 janvier 1880      | 31 juillet 1880   | 6 mois et 8 jours           | Ministre plénipotentiaire, directeur des Archives et de la Comptabilité                                                                          |
| 17 | Julien Girard de Rialle                       | 23 janvier 1880      |                   | 2 ans et 3 mois             | Sous-directeur |
| 17 | Julien Girard de Rialle                       | 31 janvier 1882      | 26 avril 1898     | 16 ans, 2 mois et 26 jours  | Ministre plénipotentiaire, chef de la Division des Archives                                                                                      |
| 18 | Pierre Deluns-Montaud                         | juillet 1898         | 1907              | 9 ans                       | Ministre plénipotentiaire, chef de la Division des Archives                                                                                      |
| 19 | Marcel Charlot (d)                            | 26 novembre 1907     | décembre 1910     | 3 ans et 27 jours           | Inspecteur général de l'instruction publique, sous-directeur des Archives (au sein de la Direction des Affaires politiques)                      |
| 20 | Camille Piccioni (d)                          | 1er décembre 1910    | 1920              | 9 ans, 4 mois et 22 jours   | Ministre plénipotentiaire, sous-directeur des Archives (au sein de la Direction des Affaires politiques)                                         |
| 21 | Alfred Vignon                                 | 28 septembre 1920    | décembre 1921     | 1 an, 2 mois et 25 jours    | Ministre plénipotentiaire, chef du service des Archives (au sein de la direction des Affaires administratives et technique)                      |
| 22 | Robert de Billy                               | 16 décembre 1921     | 24 janvier 1924   | 2 ans, 1 mois et 8 jours    | Ministre plénipotentiaire, chef du service des Archives                                                                                          |
| 23 | Émile Dard                                    | 9 mars 1924          | octobre 1924      | 7 mois et 14 jours          | Ministre plénipotentiaire, chef du service des Archives                                                                                          |
| 24 | Charles Bonin                                 | 25 octobre 1924      | 1926              | 1 an, 5 mois et 29 jours    | Ministre plénipotentiaire, chef du service des Archives                                                                                          |
| 25 | Albert Pingaud (d)                            | 31 décembre 1926     | 1930              | 3 ans, 3 mois et 23 jours   | Ministre plénipotentiaire, chef du service des Archives                                                                                          |
| 26 | André Deloche de Noyelle (d)                  | 1er novembre 1930    | 1936              | 5 ans, 5 mois et 22 jours   | Ministre plénipotentiaire, chef du service des Archives                                                                                          |
| 27 | René Dollot                                   | 9 mai 1936           |                   | 11 mois et 14 jours         | Ministre plénipotentiaire, chef du service des Archives                                                                                          |
| 28 | Jean Pozzi                                    | 26 aout 1937         | juin 1939         | 1 an, 9 mois et 28 jours    | Ministre plénipotentiaire, chef du service des Archives                                                                                          |
| 29 | Yves Chataigneau                              | 8 avril 1939         |                   | 1 an et 15 jours            | Ministre plénipotentiaire, chef du service des Archives                                                                                          |
| 30 | Georges Dulong                                | 24 novembre 1940     | 1941              | 4 mois et 30 jours          | Ministre plénipotentiaire, chef du service des Archives                                                                                          |
| 31 | Amédée Outrey                                 | 5 mars 1945          | 1955              | 10 ans, 1 mois et 18 jours  | Ministre plénipotentiaire, chef du service des Archives                                                                                          |
| 32 | Jean Baillou (de)                             | 1er juillet 1956     | décembre 1964     | 9 ans, 5 mois et 22 jours   | Ministre plénipotentiaire, chef du service des Archives diplomatiques et de la Documentation                                                     |
| 33 | Jean Wolfrom                                  | 22 mars 1965         | 1968              | 3 ans, 1 mois et 1 jour     | Ministre plénipotentiaire, chef du service des Archives diplomatiques                                                                            |
| 34 | Jean Laloy                                    | 16 mars 1968         | mai 1974          | 6 ans, 1 mois et 7 jours    | Ministre plénipotentiaire, chef du service des Archives diplomatiques et de la Documentation                                                     |
| 35 | Martial de La Fournière (d)                   | 7 octobre 1974       | avril 1983        | 8 ans, 6 mois et 16 jours   | Ministre plénipotentiaire, chef du service des Archives diplomatiques                                                                            |
| 36 | Guy de Commines de Marsilly (d)               | 2 avril 1983         | ...               |                             | Ministre plénipotentiaire, chef du service des Archives diplomatiques                                                                            |
|    | [...]                                         |                      |                   |                             | |
|    | Yvon Roé d'Albert (d)                         | 12 avril 2001        | 27 octobre 2003   | 2 ans, 6 mois et 15 jours   | |
|    | Mireille Musso (d)                            | 3 juin 2004          | 4 décembre 2006   | 2 ans, 6 mois et 1 jour     | Ministre plénipotentiaire, directeur à la direction des Archives diplomatiques                                                                   |
|    | Jean Mendelson                                | 2006                 | 28 septembre 2010 | 4 ans                       | Ministre plénipotentiaire, chef du service des Archives diplomatiques                                                                            |
|    | Frédéric Baleine du Laurens                   | 2010                 | 26 février 2013   | 3 ans                       | Ministre plénipotentiaire, chef du service des Archives diplomatiques                                                                            |
|    | Richard Boidin (d)                            | 12 mars 2013         | 27 octobre 2016   | 3 ans, 7 mois et 15 jours   | Ministre plénipotentiaire, directeur des archives, chef du service des Archives diplomatiques                                                    |
|    | Hervé Magro (d)                               | 26 septembre 2016    | 20 avril 2020     | 3 ans, 6 mois et 25 jours   | Ministre plénipotentiaire, directeur des archives, chef du service des Archives diplomatiques, représentant du ministre pour la commission Drai, |
|    | Nicolas Chibaeff (d)                          | 3 août 2020          | ...               | 4 ans, 8 mois et 20 jours   | Ministre plénipotentiaire, directeur des archives, chef du service des Archives diplomatiques, représentant du ministre pour la commission Drai, |

### Direction du Centre des archives diplomatiques de Nantes
- 1987-1993 : Pascal Even (d)
- 1993-2000 : Bruno Ricard
- [...2008-2014...] : Annie-France Renaudin (d)
- depuis 2016 : Agnès Chablat-Beylot (d)

## Association des Amis des Archives diplomatiques
Une Association des Amis des Archives diplomatiques, créée en 1986, regroupe des personnes physiques ou morales, soucieuses de promouvoir l’utilisation et la connaissance des archives du ministère des Affaires étrangères. Elle soutient aussi par sa contribution les acquisitions extraordinaires de documents. En 2023, Denis Bauchard succède à François Plaisant (d), ambassadeur de France, à la présidence.